# 東の沢ダム
東の沢ダム（ひがしのさわダム）は、北海道日高郡新ひだか町、二級河川・静内川水系コイカクシュシビチャリ川に建設されたダムである。
北海道電力が管理を行う発電用ダムで、高さ70メートルの重力式コンクリートダム。静内川をはじめ新冠川（にいかっぷがわ）・沙流川・鵡川といった日高支庁を流れる四河川を連携して利用する大規模電源開発計画・日高電源一貫開発計画に基づき建設されたダムであり、静内川水系に建設されたダムとしては最も新しい。付設の東の沢発電所における最大2万キロワットの水力発電を目的とする。ダムによって形成された人造湖は東の沢調整池（ひがしのさわちょうせいち）と呼ばれている。

## 地理
コイカクシュシビチャリ川は静内川上流部における支流である。日高山脈を形成するペテガリ岳付近を水源として概ね西に流れ、ダム地点を通過すると程なく北から流れてくる静内川に合流する。合流後は高見ダム、静内ダム、双川ダムを通過し新ひだか町中心部を貫流して太平洋に注ぐ。河川名の語源はアイヌ語で「東を」を意味する「コイカ」、「通る」を意味する「クシ」、1950年（昭和25年）に現在の静内川と改称される前の河川名である「染退川（しべちゃりがわ）」が複合した語源であり、「東を通る染退川」という意味を持つ「コイカ・クシ・シビチャリ」が由来である。ダム名についてはこの河川名を元に、静内川水系で最も東を流れる川でありことから「東の沢」と命名している。
なお、ダムが完成した当時の町名は静内郡静内町であったが、平成の大合併によって隣接する三石郡三石町と廃置分合という形で合併して現在の新ひだか町となっている。

## 沿革
1951年（昭和26年）北海道電力の発足と共に計画立案された日高電源一貫開発計画は、北海道電力の社運を賭けた一大プロジェクトとして1956年（昭和31年）より着手された。この計画は日高地方を流れる鵡川、沙流川、新冠川そして静内川の四水系に大小11箇所の水力発電所とダムを建設し、それらをトンネルで結んで相互に水の融通を行い効率的な水力発電を行うことで総出力67万キロワットの電力を発生させ、北海道一円に供給するというものである。静内川水系には本流に高見ダム・高見発電所、静内ダム・静内発電所、双川ダム・双川発電所を、支流の春別川には春別ダム・春別発電所を建設する計画であった。
そして最上流部には1952年（昭和27年）の段階で既に現在の東の沢発電所計画に当たる奥染退発電所計画が立案されていた。出力4,100キロワットの比較的小規模な水路式発電所であり、静内川本流に取水堰を設けてそこから下流に建設する発電所に導水して発電を行うものであった。その後一度は発電所の構想は消えるが本計画の最終決定において静内川本流ではなく支流のコイカクシュシビチャリ川にダムを建設し、それを取水元として発電を行う現在の計画へと決定された。しかし計画の全体的な遂行過程において、沙流川や鵡川から開発が行われることになり東の沢ダム・発電所計画は後期開発地点に回されることが決まった。静内川の開発は沙流川・新冠川の河水を利用するものであったため、まずはそれらの河川における発電所建設が必要だったためである。
前記三河川の開発は1960年代後半から1970年代前半にはほぼ完成し、これに連動して静内川の開発が着手されるようになった。まず静内川への導水を行うための中継地点として春別ダムが1963年（昭和38年）に完成。その後静内ダム・発電所が1966年（昭和41年）、双川ダム・発電所と静内発電所増設が1979年（昭和54年）に完成し、1983年（昭和58年）には新冠ダム・新冠発電所と共に本計画の中核事業に位置づけられていた高見ダム・発電所が完成した。静内川水系の電源開発計画は下流より上流に向かって進められていたが、高見ダム・発電所が完成したことにより最上流部に計画された東の沢ダム・発電所が具体化されたのである。
1982年（昭和57年）より工事を実施するための諸調査が行われ、高見ダムが完成した1983年7月よりダム・発電所工事は着工された。

## 無災害工事
ダム建設地点は本計画においては奥新冠ダム（新冠川）と共に日高山脈の奥深くにあり、険阻な峡谷地帯である。施工者である北海道電力は建設に際し「慰霊碑のない発電所」を合言葉とした。日高電源一貫開発計画はその全てが北海道随一の険しさを誇る日高山脈で行われ、気候も夏季の豪雨と冬季の極寒・豪雪という過酷な状況下で繰り広げられた。このため何れの事業も難工事となり、奥新冠ダムでの57名を筆頭に下新冠ダム（新冠川）・双川ダムを除きほぼ全ての事業で労働災害による殉職者を出していた。奥新冠ダムと同様の地形である東の沢ダムにおいてはこうした悲劇を繰り返さないために、殉職者を弔う慰霊碑を造らない安全第一の工事を行う方針を特に定め、その決意として先の合言葉となった。
東の沢ダム・発電所の工事は地元の林業に支障を来たさないようにするため、厳寒・豪雪の冬季に実施された。建設に当たっては可能な限りの合理化とスピードが要求されていたが、これは労働災害を招きやすい条件でもあった。このため北海道電力と工事を担当する飛島建設・青木建設（青木あすなろ建設）は毎朝のミーティングやヒヤリ・ハット防止運動を行い作業員へ注意喚起を行い安全意識を高めさせた。また作業は慎重に行われたほかダム地点までの運転についても、林道は山側が岩壁・川側が断崖でガードレールも無かったため転落を防止するため、工事用車両は運転の際に昼間の点灯と時速30キロメートルの速度制限を義務付けた。
安全に徹底した工事が進められたがそれでも日高山脈の自然は厳しくダム工事が実施された冬季の平均気温は氷点下5度、最低気温は氷点下23度に及ぶこともあった。こうした中で度々の雪崩、春季には落石や大規模な崩落などが相次いだものの、施工者と工事担当企業の安全への徹底と工事技術の進歩などによって1987年（昭和62年）2月にダム・発電所が完成するまでの約4年間、完全無事故・無災害を達成、「慰霊碑のない発電所」は実現したのである。

## 東の沢発電所
ダムは高さ70メートルであるが、これは北海道電力が管理するダムの中では最も高い。ダムの洪水吐きにはゲートが存在せず、洪水時には自然に放流される仕組みとなっている。これはダムが日高山脈の奥地にあるためゲートの保守管理が特に冬季には困難であることから、保守管理を簡便化するためゲートレスにしたものである。
ダムに付設される東の沢発電所は最大出力2万キロワットのダム水路式発電所である。発電所に導水される水はコイカクシュシビチャリ川本流の水のほか、合流先である静内川の水も利用される。すなわち静内川最上流部と支流のナナシノ沢に取水堰を建設してそこから取水した水をダム湖である東の沢調整池に導水。調整池よりトンネルを通じて下流数キロメートル先にある発電所へ送る。発電された水は再度トンネルによって高見ダムの人造湖である高見湖まで送られ、そこで放流する。発電所の特徴としては水車や発電機といった発電所の主要設備に電動サーボモーターを2万キロワットクラスの水力発電所としては北海道電力では初めて導入したこと、配電盤の開閉設備にデジタル制御装置を導入したことが挙げられる。何れも無人制御を行うために導入されたもので、本計画において建設された他の水力発電所同様、遠隔操作による無人管理および静内川水系のダム・発電所との統合管理が行われている。
東の沢発電所・東の沢ダムが完成したことにより1956年に着手された岩知志ダム・岩知志発電所（沙流川）以来続けられた日高電源一貫開発計画は、当初計画された11発電所・ダムが全て完成し大きな一区切りが付いた。その後は沙流川水系において小規模な水力発電所である奥沙流発電所や二風谷発電所が1990年代に建設され、現在は沙流川総合開発事業の一環として国土交通省北海道開発局が計画を進めている平取ダム（額平川）の平取発電所が建設準備中となっている。

## 周辺
東の沢ダムは新ひだか町中心部から車で1時間30分も掛かる日高山脈の奥深くに位置し、周辺には人家が全く存在しない。ダム上流には標高1,736メートルのペテガリ岳がそびえ登山のベースキャンプとして利用されるペテガリ山荘があり、登山客に利用される。しかしペテガリ岳は険しい山であり、遭難の危険性が高い。ダム・発電所建設中においても1985年（昭和60年）8月11日に明治学院大学のワンダーフォーゲル部員の1人が遭難し、発電所工事を担当した地崎工業（岩田地崎建設）事務所に残りのメンバーが救助を求めるという遭難事故があった。事務所より警察や北海道電力などへ連絡され作業員を駆り出しての救助作業が行われ、8月19日に無事発見されたというエピソードが残っている。調整池周辺は秋になるとナナカマドやカエデなどの紅葉が色づく名所にもなっている。
ダムへは国道235号またはJR日高本線・静内駅より車またはタクシーで北海道道71号平取静内線経由で北海道道111号静内中札内線に入り、途中双川・静内・高見ダムを通過して高見湖畔を走り、静内川を渡る林道に入り数キロメートル先に進むと到着する。ただしこの道路は静内ダム以遠が通行止めとなっているため東の沢ダムへは行くことができない。